# Zalkerwaard
De Zalkerwaard is een uiterwaardengebied van de IJssel en bevat stroomdalgrasland, Een type grazige natuur die alleen in Nederland voorkomt. De Zalkerwaard ligt ten oosten van het dorp Zalk in de provincie Overijssel. Het Staatsbosbeheer terrein maakt deel uit van het Natura2000 gebied Uiterwaarden van de IJssel. 
De Zalkerwaard ligt aan de westoever van de IJssel tussen het Zalkerbosch en de Bentinckswelle. Het wordt door de rivier gescheiden van het in Spoolde gelegen natuurgebied Vreugderijkerwaard. De agrarisch benutte uiterwaard werd rond 2010 heringericht als natuurgebied ter compensatie van vergravingen elders in het kader van het project Ruimte voor de rivier. Delen werden afgeplagd waarna door verspreiding van maaisel met zaden, afkomstig uit de kronkelwaarden van Cortenoever, tot dan toe afwezige stroomdal plantensoorten werden geïntroduceerd.  